# Hiroko Kawasaki
Hiroko Kawasaki (川崎弘子, Kawasaki Hiroko), née le 5 avril 1912 à Kawasaki et morte le 3 juin 1976, est une actrice japonaise. Son vrai nom est Shizu Ishiwata (石渡 シヅ, Ishiwata Shizu).

## Biographie
Hiroko Kawasaki a tourné dans plus de 140 films entre 1929 et 1957.

## Filmographie partielle

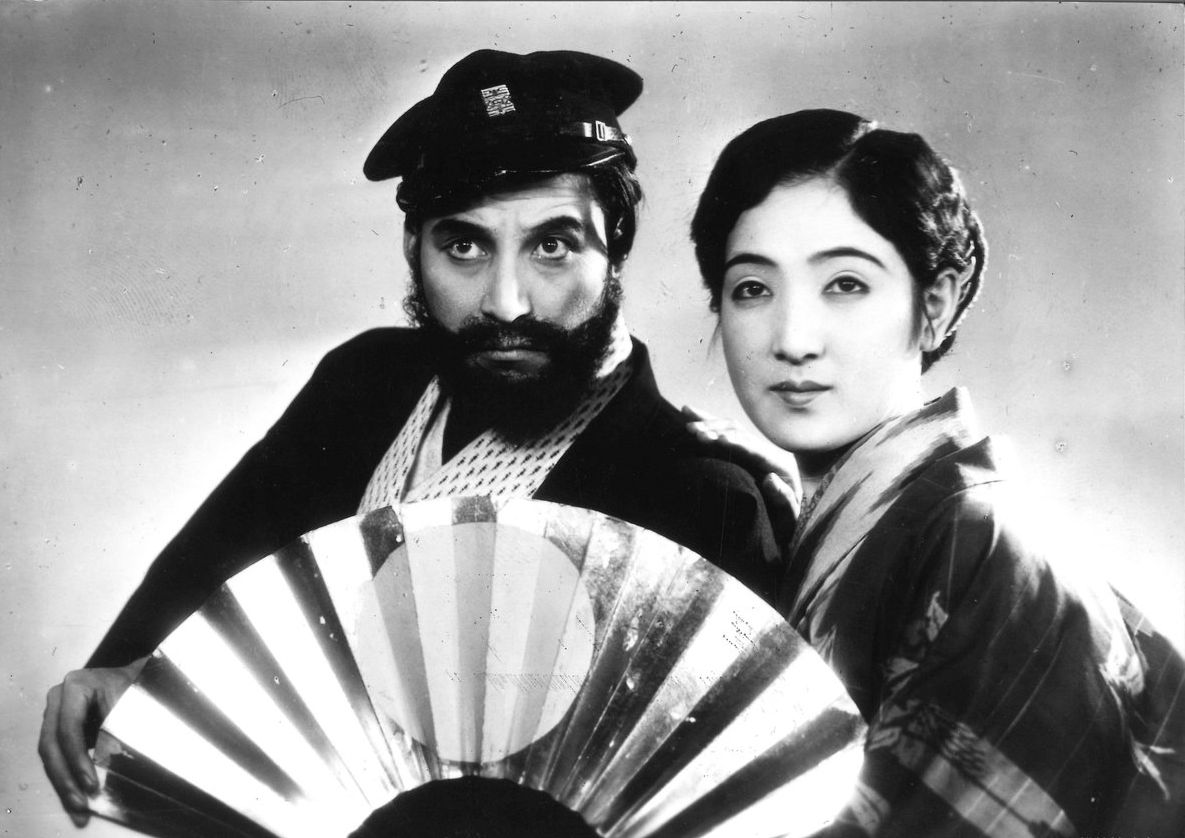
Tokihiko Okada et Hiroko Kawasaki dans La Dame et le Barbu (1931).

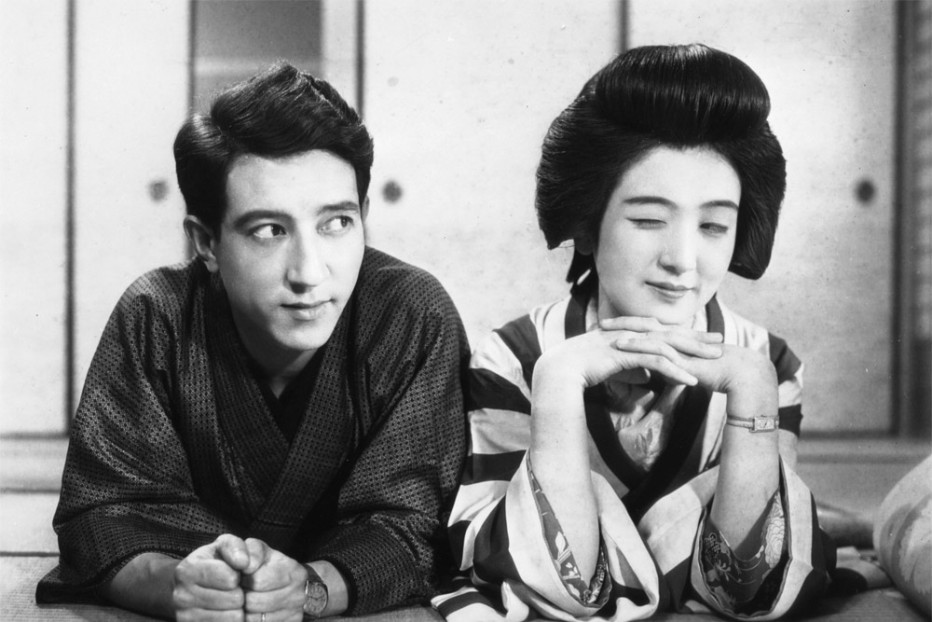
Ureo Egawa et Hiroko Kawasaki dans Ureshii koro (1933).

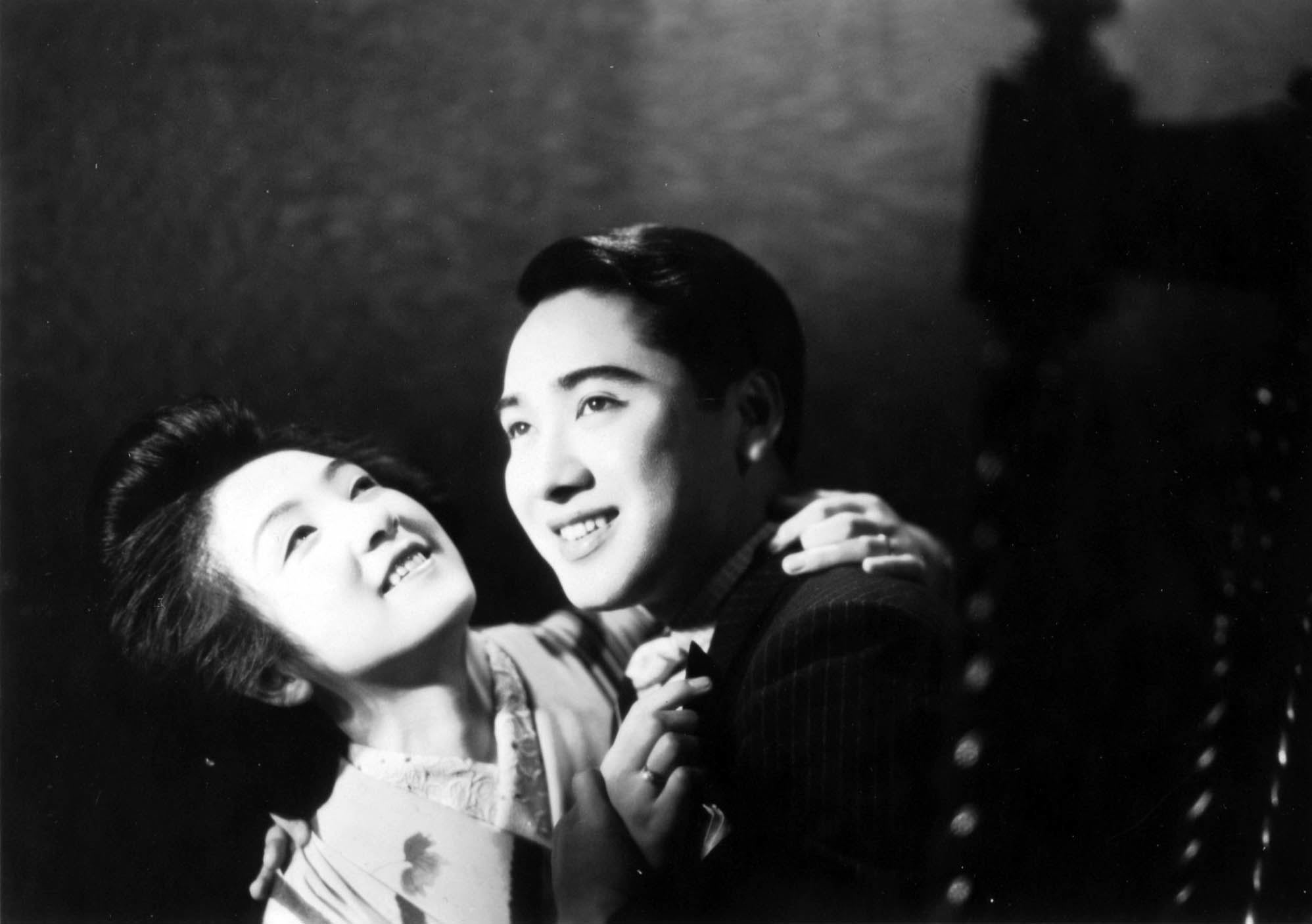
Hiroko Kawasaki et Kazuo Hasegawa dans Rêve de jeune marié (1935).

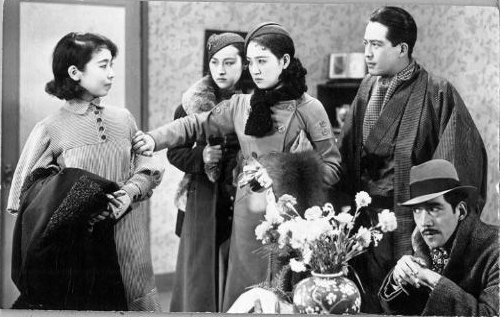
De gauche à droite : Junko Matsui, Yumeko Aizome, Hiroko Kawasaki, Den Obinata et Tatsuo Saitō dans La Ville des flammes de la passion (1934).

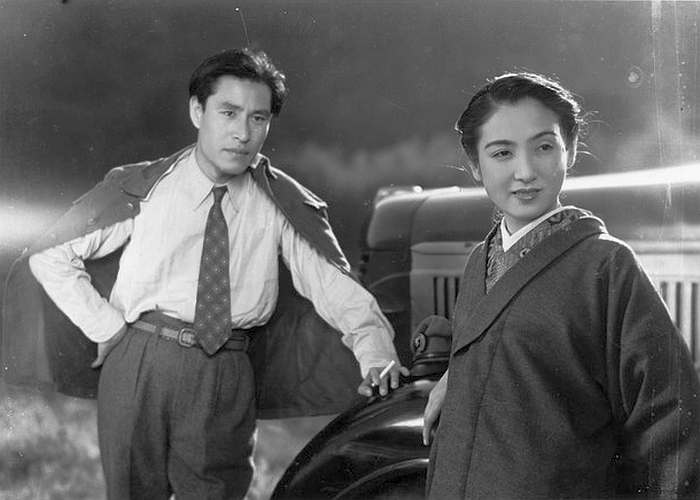
Shin Saburi et Hiroko Kawasaki dans Le Chœur de l'aube (1941).

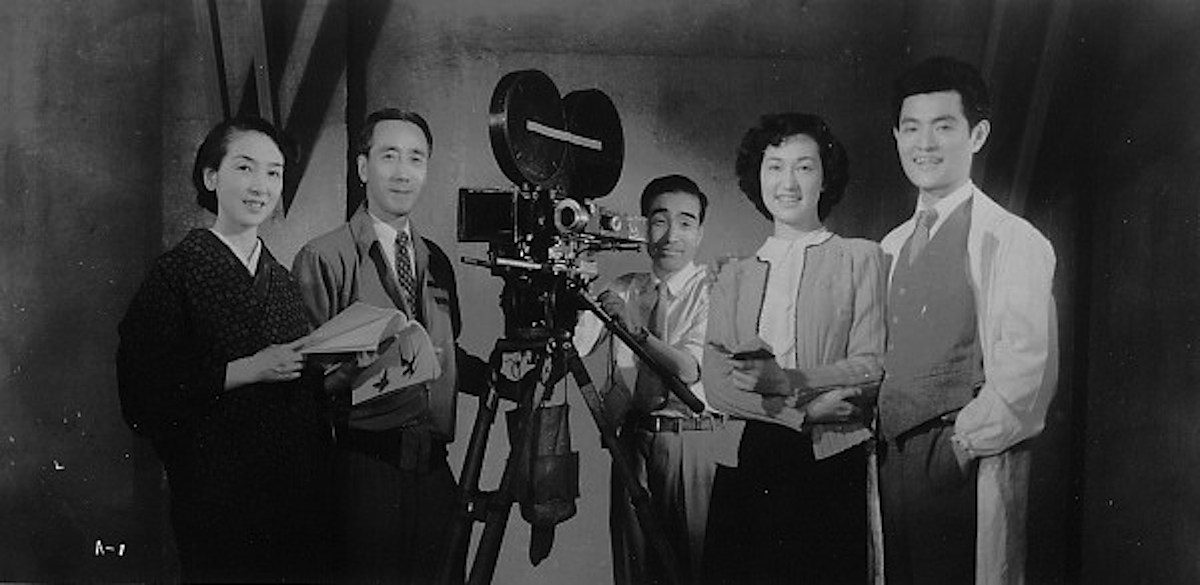
Tournage de Nuages épars (de gauche à droite) : Hiroko Kawasaki, Heinosuke Gosho, Mitsuo Miura, Kieko Sawamura et Yōichi Numata (1951).

- 1929 : La Fille à la canne (ステッキガール, Sutteki gāru?) de Hiroshi Shimizu : Chiyoko
- 1929 : Jinsei no uramichi (人生の裏路?) de Keisuke Sasaki
- 1929 : Dansu gāru no hiai (ダンスガールの悲哀?) de Keisuke Sasaki
- 1930 : Va d'un pas léger (朗かに歩め, Hogaraka ni Ayume?) de Yasujirō Ozu : Yasue Sugimoto
- 1930 : Une époque difficile (不景気時代, Fukeiki jidai?) de Mikio Naruse
- 1930 : À la croisée des chemins (岐路に立ちて, Kiro ni tachite?) de Hiroshi Shimizu
- 1930 : Daitokai: Bakuhatsu-hen (大都会 爆発篇?) de Kiyohiko Ushihara
- 1930 : La Marche de la mer (海の行進曲, Umi no kōshinkyoku?) de Hiroshi Shimizu
- 1930 : La Force de l'amour (愛は力だ, Ai wa chikara da?) de Mikio Naruse : Teruko
- 1930 : Le Sang de la jeunesse (青春の血は躍る, Seishun no chi wa odoru?) de Hiroshi Shimizu
- 1930 : Kafei no fūfu (カフェーの夫婦?) de Keisuke Sasaki
- 1930 : Un visage dans la brume (霧の中の曙, Kiri no naka no akebono?) de Hiroshi Shimizu
- 1930 : Vivre à une nouvelle époque (新時代に生きる, Shin jidai ni ikiru?) de Hiroshi Shimizu
- 1931 : La Dame et le Barbu (淑女と髯, Shukujo to hige?) de Yasujirō Ozu : Hiroko
- 1931 : La Voie lactée (銀河, Ginga?) de Hiroshi Shimizu
- 1931 : Cette mère est coupable (この母に罪ありや, Kono haha ni tsumi ari ya?) de Hiroshi Shimizu
- 1931 : Le Moulin de la vie (人生の風車, Jinsei no fūsha?) de Hiroshi Shimizu
- 1931 : Illustration de la jeunesse (青春図会, Seishunzue?) de Hiroshi Shimizu
- 1931 : La Ligne de la vie ABC (生活線ＡＢＣ, Seikatsu-sen ABC?) de Yasujirō Shimazu
- 1931 : Les Sept mers, partie 1 : Virginité (七つの海 前篇 処女篇, Nanatsu no umi: Zenpen: Shojo hen?) de Hiroshi Shimizu : Yumie Sone
- 1932 : Les Sept mers, partie 2 : Chasteté (七つの海 後篇 貞操篇, Nanatsu no umi: Kōhen: Teisō hen?) de Hiroshi Shimizu : Yumie Sone
- 1932 : La Marche de Mandchourie (満州行進曲, Manshū kōshinkyoku?) de Hiroshi Shimizu et Yasushi Sasaki : Kikuko
- 1932 : L’Issue du combat (勝敗, Shōhai?) de Yasujirō Shimazu
- 1932 : L'Amour qui mène au paradis (天国に結ぶ恋, Tengoku ni musubu koi?) de Heinosuke Gosho
- 1932 : Le Coucou (不如帰, Hototogisu?) de Heinosuke Gosho
- 1932 : Le Tokyo des amours (恋の東京, Koi no Tōkyō?) de Heinosuke Gosho
- 1932 : Jusqu'à notre prochaine rencontre (また逢ふ日まで, Mata au hi made?) de Yasujirō Ozu
- 1932 : Les 47 Rōnin I (忠臣蔵 前篇 赤穂京の巻, Chūshingura: Akō Kyō no maki?) de Teinosuke Kinugasa : Yōzen-in
- 1932 : Les 47 Rōnin II (忠臣蔵 後篇 江戸の巻, Chūshingura: Edo no maki?) de Teinosuke Kinugasa : Yōzen-in
- 1932 : Zone de tempête (暴風帯, Bōfūtai?) de Hiroshi Shimizu : Yūko
- 1933 : Koi no shōhai (恋の勝敗?) de Yoshinobu Ikeda
- 1933 : Comment attaquer en amour (恋愛一刀流, Ren'ai ittōryū?) de Hiroshi Shimizu
- 1933 : Our Happy Day (嬉しい頃, Ureshii koro?) de Hiromasa Nomura : Harue
- 1933 : Hatsukoi no haru (初恋の春?) de Hōtei Nomura
- 1934 : La Ville des flammes de la passion (情炎の都市, Jōen no toshi?) de Yasujirō Shimazu
- 1934 : Au rythme du printemps (さくら音頭, Sakura ondo?) de Heinosuke Gosho
- 1934 : Éclipse (金環蝕, Kinkanshoku?) de Hiroshi Shimizu : Kinue Nishimura
- 1935 : Cœur double (双心臓, Sōshinzō?) de Hiroshi Shimizu
- 1935 : Rêve de jeune marié (花婿の寝言, Hanamuko no negoto?) de Heinosuke Gosho : la mariée
- 1936 : Le Nouveau Chemin : Akemi (新道前篇, Shindo: Zempen Akemi no maki?) de Heinosuke Gosho : Utako, la demi-sœur d'Akemi et de Kyoko
- 1936 : Le Nouveau Chemin : Ryota (新道後篇, 'Shindo: Kohen Ryota no maki?) de Heinosuke Gosho : Utako, la demi-sœur d'Akemi et de Kyoko
- 1937 : Le Démon de l'or (金色夜叉, Konjiki yasha?) de Hiroshi Shimizu : Miya Shigisawa
- 1937 : Le Chant de marche de l'armée (進軍の歌, Shingun no uta?) de Yasushi Sasaki
- 1938 : Han shojo (半処女?) de Keisuke Sasaki
- 1939 : L'importun qui ronfle fort (居候は高鼾, Isōrō wa takaibiki?) de Hiroshi Shimizu
- 1939 : Josei no tatakai (女性の戦ひ?) de Yasushi Sasaki
- 1939 : Shunrai (春雷?) de Keisuke Sasaki
- 1939 : Shin josei mondō (新女性問答?) de Yasushi Sasaki
- 1939 : Haha wa tsuyoshi (母は強し?) de Keisuke Sasaki
- 1940 : La Résolution de la femme I (女性の覚悟 第一部 純情の花, Josei no kakugo: Junjō no hana?) de Minoru Shibuya et Kenkichi Hara
- 1940 : La Résolution de la femme II (女性の覚悟 第二部 犠牲の歌, Josei no kakugo: Gisei no uta?)  de Minoru Shibuya et Kenkichi Hara
- 1940 : Tokai no honryu (都会の奔流?) de Keisuke Sasaki : Kanazawa Nobushi
- 1940 : Saikai (再会?) de Yasushi Sasaki
- 1940 : Fuyuki hakase no kazoku (冬木博士の家族?) de Hideo Ōba
- 1941 : Le Chœur de l'aube (暁の合唱, Akatsuki no gasshō?) de Hiroshi Shimizu
- 1941 : Fleurs (花, Hana?) de Kōzaburō Yoshimura
- 1941 : Pour une épingle à cheveux (簪, Kanzashi?) de Hiroshi Shimizu : Okiku
- 1941 : Sabaku Mito Kōmon (裁く水戸黄門?) de Kintarō Inoue
- 1942 : Ningen dōshi (人間同志?) de Noboru Nakamura
- 1942 : Le Courage de l'homme (男の意気, Otoko no iki?) de Noboru Nakamura
- 1942 : Réunion du frère et de la sœur aînée (兄妹会議, Kyōdai kaigi?) de Hiroshi Shimizu
- 1942 : Sumida-gawa (すみだ川?) de Kintarō Inoue
- 1946 : Cinq femmes autour d'Utamaro (歌麿をめぐる五人の女, Utamaro o meguru gonin no onna?) de Kenji Mizoguchi : Oran
- 1951 : Nuages épars (わかれ雲, Wakare-gumo?) de Heinosuke Gosho : Osen
- 1953 : Hime taru haha (秘めたる母?) de Motoyoshi Oda
- 1954 : Une auberge à Osaka (大阪の宿, Osaka no yado?) de Heinosuke Gosho : Otsugi
- 1955 : Tenka taihei (天下泰平?) de Toshio Sugie : Nobuko Mori
- 1955 : Maternité éternelle (乳房よ永遠なれ, Chibusa yo eien nare?) de Kinuyo Tanaka : Tatsuko
- 1957 : Tenshi no jikan (天使の時間?) de Hideo Ōba